# Vernodalolo
Il vernodalolo è un lattone sesquiterpenico che si trova principalmente nella pianta Vernonia amygdalina ma è stato riscontrato anche in Distephanus angulifoliu.

## Chimica
Il vernodalolo ([(4aR,5R,6S,7S,8aR)-8a-etenil-5-idrossi-6-(3-metossi-3-ossoprop-1-en-2-il)-4-metilidene-3-osso-1,4a,5,6,7,8-esaidroisochromen-7-il] 2-(idrossimetil)prop-2-enoato) è un lattone sesquiterpenico. I lattoni sesquiterpenici sono dei metaboliti secondari costituiti da 15 atomi di carbonio, caratterizzati dalla presenza di un nucleo lattonico coniugato con un doppio legame in posizione α all’esociclo. Si tratta di una classe di composti estremamente variegata; date le infinite combinazioni che possono scaturire dalla variabilità dello scheletro lattonico che può presentare forma e dimensioni diverse.

## Attività
Il vernodalolo (isolato dal Centratherum anthelminticum) è stato studiato per il trattamento della leucemica promielocitica acuta (APL). Questo composto inoltre mostra un'attività antimicrobica sia nei confronti di batteri che di funghi. Il vernodalolo mostra una significativa attività antibatterica nei confronti di Bacillus cereus, Staphylococcus epidermidis, Staphylococcus aureus, Micrococcus kristinae, Escherichia coli, Salmonella pooni, Serratia marcescens, Pseudomonas aeruginosa and Klebsiella pneumonae.  Per quanto riguarda l'attività antifungina, il vernodalolo è attivo su Aspergillus flavus, Penicillum notatum e Aspergillus niger con valori di LC50 di 0.3, 0.4, 0.5 mg/mL rispettivamente.  Dalla letteratura emerge come il vernodalolo sia un attivatore di NRF2 (NF-E2-related factor-2), così facendo provoca il rilascio di enzimi citoprotettivi di fase II come la γ-glutamilcisteina ligasi (γ-GCS) e glutatione S-transferasi (GST) che fungono da protettori delle cellule contro lo stress ossidativo. Il vernodalolo mostra attività antiossidante ma molto inferiore a quella della catechina.